# (6415) 1993 VR3
(6415) 1993 VR3 (1993 VR3, 1978 EJ1, 1987 SC25, 1987 UN7, 1989 AW2, 1992 OC7) — астероїд головного поясу, відкритий 11 листопада 1993 року.
Тіссеранів параметр щодо Юпітера — 3,190.